# Claes Erik Silfverhielm
Claes Erik Silfverhielm, född 25 januari 1725, död 21 november 1792, var en svensk friherre, militär och ämbetsman.
Silfverhielm var son till fältmarskalken friherre Göran Silfverhielm och grevinnan Hedvig Ulrika Ekeblad samt dotterson till greve Claes Ekeblad den äldre. Silfverhielm inskrevs redan som barn som militär och utnämndes vid sju års ålder till sergeant vid livdragonerna. Kort därefter överfördes han till faderns regemente, Smålands kavalleri, och 1741 utnämndes han till kornett. År 1742 blev Silfverhielm löjtnant, 1745 ryttmästare och 1749 överstelöjtnant. År 1760 utnämndes han till överste i armén och 1762 blev han chef över Smålands kavalleri. År 1762 utsågs han även till landshövding i Jönköpings län. Han föreslogs 1769 av hattpartiet som förslag till riksråd, men var själv mer intresserad av en militär karriär. År 1770 befordrades han till generalmajor och fick 1775 generallöjtnants rang. År 1778 förflyttades han från Jönköpings till Skaraborgs län som landshövding. År 1784 förflyttades han åter, den här gången till Uppsala län, men innehade ämbetet i endast drygt två månader innan han valde att avgå och drog sig tillbaka till sitt gods Säckestad i Töreboda kommun, där han avled.
Silverhielm var sedan 1765 gift med friherrinnan Beata Sophia Rålamb, som avled året efter honom.